# Donovan Parisian
Donovan Jivan Parisian (Queen Creek, Arizona, 27 de septiembre de 2004) es un futbolista estadounidense de ascendencia armenia que juega como guardameta en el New England Revolution de la Major League Soccer.

## Trayectoria
Comenzó su etapa universitaria con los San Diego Toreros en 2023. En diciembre de 2024 fue seleccionado en el SuperDraft de la MLS 2025 por el New England Revolution, incorporándose inicialmente al equipo filial, el New England Revolution II de la MLS Next Pro.

## Selección nacional
En 2025 fue convocado a la Selección de fútbol sub-21 de Armenia para disputar las rondas clasificatorias de la Eurocopa Sub-21.

## Estadísticas

### Clubes
| Club                      | País           | Temporadas | PJ | Goles |
| ------------------------- | -------------- | ---------- | -- | ----- |
| San Diego Toreros         | Estados Unidos | 2023–2024  | -  | -     |
| New England Revolution II | Estados Unidos | 2024–      | 4  | 0     |